# Gaku Šibasaki
Gaku Šibasaki (japonsko 柴崎 岳), japonski nogometaš, * 28. maj 1992.
Za japonsko reprezentanco je odigral 60 uradnih tekem.